# Esperöds naturreservat
Esperöd är ett naturreservat i Simrishamns kommun i Skåne län. Området ligger strax söder om Kiviks tätort. Det är naturskyddat sedan 2002 och är 8,5 hektar stort.
Reservatet består till större delen av yngre avenbokskog. Centralt finns fuktiga områden med björkskog. Två mindre vattensamlingar på området har bildats genom täktverksamhet i mitten av 1900-talet.

## Flora och fauna
I reservatet förekommer ovanliga arter som långbensgroda, lövgroda, sandödla och hasselmus. Även när det gäller insekter är området intressant.
I floran finns sällsynta arter som vittåtel, ekorrsvingel, fältnarv och flockarun.